# Прусський державний переворот 1932 року

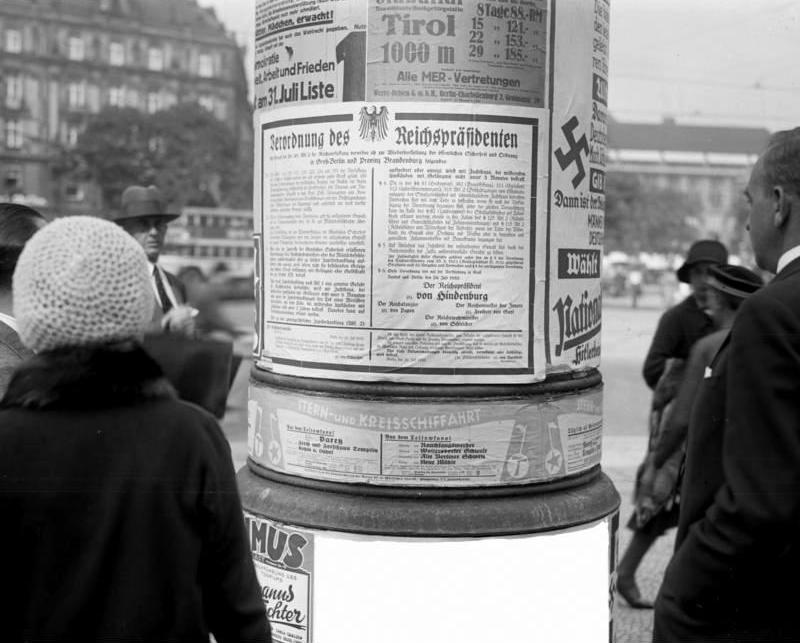
Надзвичайний указ, оголошений президентом Ваймарської республіки Паулем фон Гінденбурґом на рекламному стовпі в Берліні.

Прусський державний переворот 1932 року відбувся 20 липня 1932 року коли президент Веймарської республіки Пауль фон Гінденбург на прохання тодішнього райхсканцлера Ваймарської республіки Франца фон Папена  застосував статтю 48 Ваймарської конституції для заміни законного уряду Вільної Держави Пруссія фон Папена як райхскомісара. Того ж дня другим указом було передано виконавчу владу в Пруссії райхсміністру збройних сил Курту фон Шляйхеру та обмежено основні права.
Райхсканцлер Ваймарської республіки Франца фон Папена мав два аргументи для перевороту. Один з них полягав в тому, що вибори до прусського райхстаґу 1932 року залишили розділений парламент без реальних можливостей для створення парламентської коаліції. Це призвело до створення тимчасового уряду під коаліцією, яка була при владі до виборів, без чіткого шляху до його заміни новою керівною коаліцією. Другим аргументом було те що в деяких частинах Пруссії відбувалися жорстокі вуличні демонстрації та зіткнення, які за словами Франца фон Папена, тимчасовий уряд не міг зупинити.
Цей переворот призвів до послаблення федеральної конституції Ваймарської республіки, таким чином сприяв централізації виконавчої влади в Веймарській республіці під керівництвом Адольфа Гітлера, який прийшов до влади в січні 1933 року. Також негайним результатом цього перевороту стало усунення останнього опору в Пруссії на спробі Франца фон Папена створити «Нову державу», в якій повинна була бути відновлена монархія.  Всупереч намірам Франца фон Папена, цей крок зрештою полегшив шлях Адольфа Гітлера до отримання абсолютної влади в Ваймарській республіці.

## Історичний контекст

### Ідея оновлення Райху
З кінця 1920-х років відносини між Веймарською республікою та Пруссією були предметом обговорення Лігою за оновлення Імперії (райху), до якої належав Франц фон Папен. Метою цього гуртка, заснованого Гансом Лютером і часто називаного Лігою Лютера, було зміцнення центральної влади Веймарської республіки, реорганізація північної Німеччини, особливо Пруссії, яка на той день була найбільшою державою в складі єдиної Веймарської республіки, і створення та запровадження авторитарного президентського режиму в державі. Програма передбачала заміну рейхспрезидента, уряду держави, та райхстагу прусського уряду та парламенту та надання повноважень канцлеру призначати державних комісарів. Передбачалося, що Пруссія, всупереч інтересам усієї нації, як держава домагалася гегемонії в рамках чинної на той час національної структури в складі єдиної Веймарської республіки. Було запропоновано комплексну сегментацію та позбавлення її повноважень.
У 1928 році конференція земель, що складалася з членів кабінету міністрів Веймарської республіки та всіх президентів міністрів земель які входили до складу цієї республіки, прийшла до «спільної резолюції», що відносини між Веймарською республікою і землями в складі цієї республіки є незадовільними і потребують фундаментальних реформ, і що «сильна влада імперії» була необхідною. Було призначено конституційний комітет для розробки дієвих пропозицій щодо конституційної та адміністративної реформи в Веймарській республіці та розумного в ній управління фінансами.
21 червня 1930 р. було виставлено оцінку. Чотирма головними моментами, які були викладені «архітектором плану реформ» Арнольдом Брехтом, тодішнім міністерським директором Прусської державної канцелярії, а пізніше головним представником прусського уряду в судовому процесі проти надзвичайного декрету, були такими:
- Об'єднати центральну адміністрацію державного уряду Пруссії з центральною адміністрацією уряду Райху(Імперія, або Веймарська республіка)
- Об'єднати центральні органи державного управління Пруссії з органами Райху (імперія, або Веймарська республіка)
- ліквідувати Пруссію як державу.
- поставити тринадцять прусських провінцій, включаючи Берлін, під прямий контроль уряду Райху (імперія, Веймарська республіка) як нові держави.[2][4]

Зусилля щодо реформи наштовхнулися на заперечення в основному з боку Баварії та Пруссії. Баварія була друга за величиною землею яка входила до складу Веймарської республіки, вони виступили проти, оскільки побоювалася, що ця пропозиція негайно об’єднає північні землі Німеччини, тоді як південь отримає лише відстрочку від того, щоб остаточно стати частиною об’єднаного, не федеративного Райху (Імперія, або Веймарська республіка).
Подальші політичні події унеможливили реалізацію підготовленої програми, але, як писав відомий політолог Еверхард Гольтманн, «основні елементи пакета реформ, такі як скасування державності Пруссії, відтепер цілеспрямовано використовувалися у внутрішній боротьбі за владу».

### Франц фон Папен й ідея «нової держави»

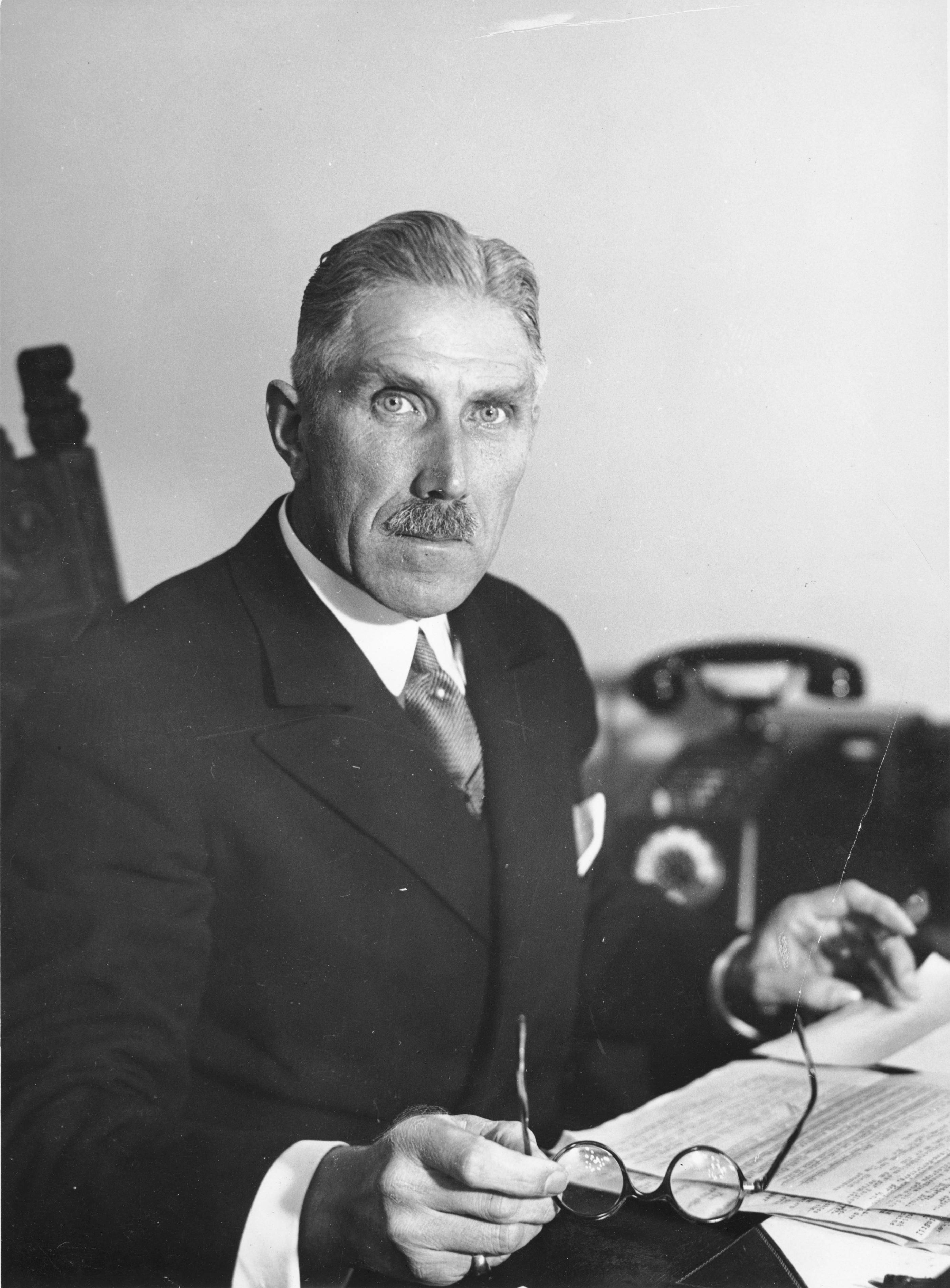
Франц фон Папен

Ініціативу Папена щодо прусського перевороту слід оцінювати в контексті його плану створення «Нової держави», концепції, яку пропагували, перш за все, Вальтер Шотте – журналіст та історик, який надав Папену ідеї та теорії – та Едгар Юнг, юрист й антидемократичний (антиліберальний) журналіст. Вони були противниками націонал-соціалістам, а скоріш за все хотіли створити (повернути) попередницю монархії, створити державу в якій би панував авторитарний режим на чолі якої стояв би президент, та канцлером який би залежав від довіри президента, і парламентом, який  суттєво був би обмеженим у своїх правах та повноваженнях, подібно до уряду за конституцією Німецької імперії. Довгостроковою метою Папена було відновлення монархії в Німеччині, та повернення влади німецькому дому Гогенцоллернів. «Нова держава» мала стояти над інтересами партикуляристів і забезпечувати необхідну безпеку, порядок і спокій в державі для економічного розвитку.

## Становище в Пруссії після державних виборів 24 квітня 1932 року
Вільною державою Пруссія яка входила до складу Веймарської Республіки з 1920 року керувала стабільна парламентська коаліція Соціал-демократичної партії Німеччини (СДПН), Центристської партії та Німецької демократичної партії (ДДП). На державних виборах у Пруссії 24 квітня 1932 року нацистська партія (NSDAP) отримала 162 місця, а Комуністична партія Німеччини (KPD) — 57, загалом 219 із 423, або 52%. Усі інші партії разом отримали лише 204 місця, або 48%. Було очевидним що нацистська партія та  комуністична партія Німеччини не працюватимуть разом при жодних обставинах. Також і жодна з інших партій не могла сформувати уряд з парламентською більшістю без підтримки однієї з цих двох антидемократичних партій, чого жодна з них не бажала прийняти. Це означало, що після офіційної відставки попереднього уряду Вільної держави Пруссія – третього кабінету Отто Брауна – він залишився на посаді лише тимчасово відповідно до чинної на той час статті 59 конституції штату. Однак оскільки парламентські правила не так давно були змінені, відповідно до нової процедури вимагалось щоб абсолютна більшість депутатів підтримала того чи іншого кандидата для обрання президента-міністра, це створювало можливість, що тимчасовий уряд може працювати нескінченно. Ситуація була подібна до ситуації в Баварії, Саксонії, Гессені, Вюртемберзі та Гамбурзі, хоча уряд Рейху ними не займався.

## Підхід Папена і Гінденбурга
Можливість створити правоцентристський уряд у вільній державі Пруссія, що складається б з нацистської партії (162 місця) та Центристської партії (67 місць) з більшістю 53% було технічно можливим. Разом із 31 місцем націоналістично-консервативної Німецької національної народної партії (DNVP) ця коаліція мала б 260 із 423 місць. Райхсканцлер Веймарської Республіки фон Папен прагнув створити таку коаліцію, але нацистська партія  претендувала на владу лише за собою. 7 червня 1932 року  райхсканцлер Веймарської Республіки фон Папен, хоча формально не був на це уповноважений, попросив Ганнса Керля, президента державного парламенту та члена нацистської партії, замінити тимчасовий прусський уряд виборним, чого Керрль не зміг гарантувати належного виконання. до провалу коаліційних переговорів досі.

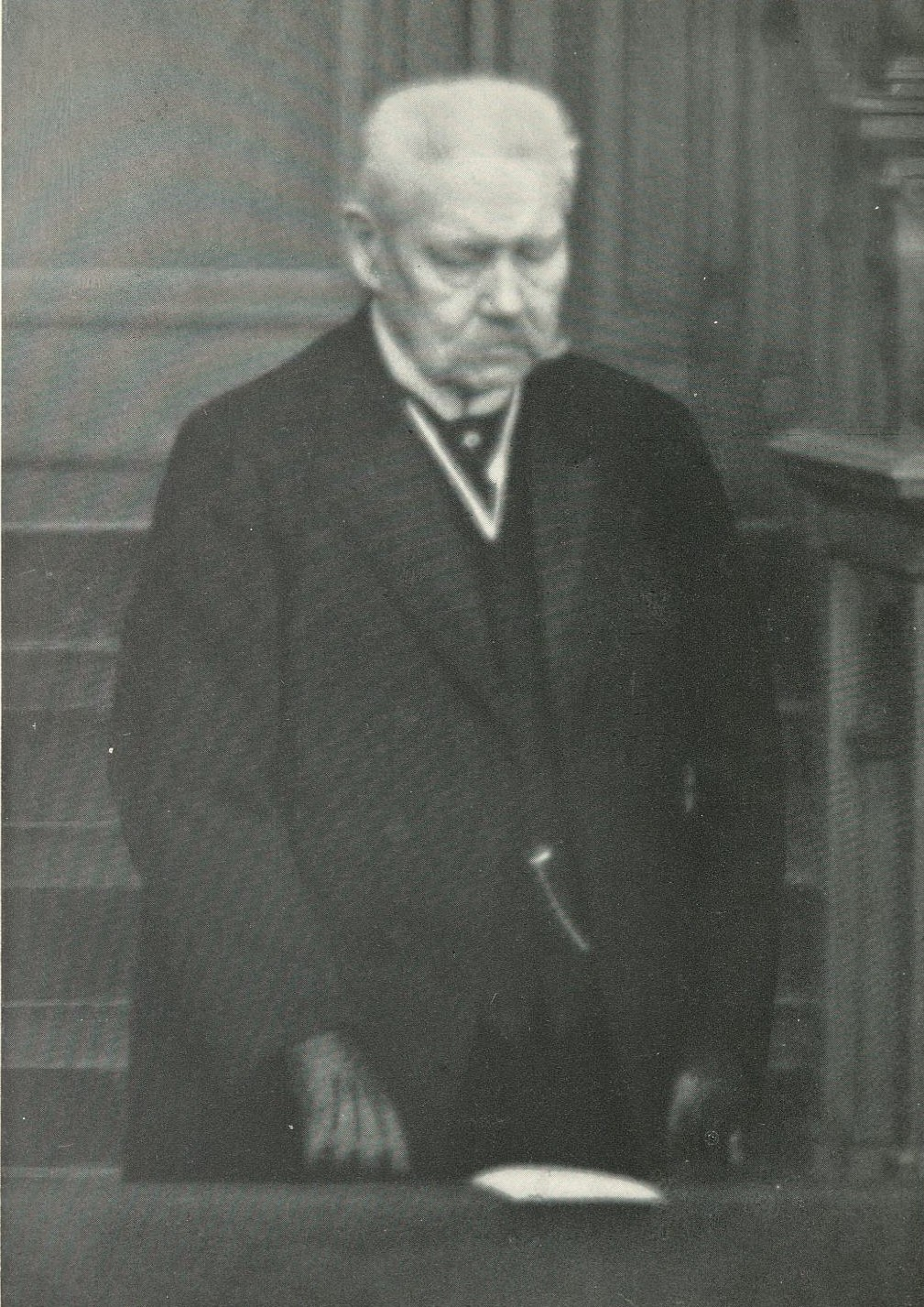
Пауль фон Гінденбург у 1931 році

У результаті райхсканцлер Веймарської Республіки фон Папен,  розглянув інші можливості. Першою було проведення (запровадження) довго обговорюваної реформи Райху, яка мала розпустити (ліквідувати) або розділити  вільну державу Пруссія. Оскільки цей шлях міг досягти своєї мети лише в довгостроковій перспективі, був складним для досягнення та дуже суперечливим, він віддав перевагу іншому варіанту. Він планував призначити рейхскомісара замість попереднього уряду та забезпечити дотримання нового порядку, якщо необхідно, за допомогою рейхсверу.
Для цього райхсканцлер Веймарської Республіки фон Папен мав певні прецеденти з історії Німеччини, які прямо були пов'язані з німецькою державою. Президент Веймарської Республіки Фрідріх Еберт із СДПН оголосив про Рейхсекуцію – що означало втручання проти окремої держави яка входила до складу єдиної Німецької держави під керівництвом центрального уряду з метою дотримання національного законодавства – під час німецького жовтня 1923 року. Перед обличчям демократично обраних лівих урядів у Саксонії та Тюрінгії, до складу яких входила Комуністична партія Німеччини, насильницьке усунення урядів було виправдано тим фактом, що мир і порядок в державі були під загрозою в цих двох німецьких державах. Було також занепокоєння центрального уряду Веймарської Республіки щодо спроби комуністичної революції – тієї, яка фактично була замовлена та підготувалась Комінтерном у Москві. Після того, як уряд Саксонії яка входила до складу єдиної Німецької держави відмовився роззброїти незаконно створені робітничі ополчення, було накладено і проведено Рейхсекуцію. Лише в Гамбурзі наказ Комінтерну про революцію було хоч якоюсь мірою виконано. Там відбулося невелике комуністичне повстання, яке призвело до смертельних випадків, але воно було придушене німецькою поліцією.
Райхсканцлер Веймарської Республіки фон Папен знайшов аналогічне виправдання для вільної держави Пруссія, в подіях які пов'язані з зіткненнями, кульмінацією яких стала Кривава неділя Альтона 17 липня 1932 року. З одного боку, у ньому брали участь штурмові загони нацистської  партії, з якої уряд фон Папена  недавно скасував заборону, а з іншого — комуністи та соціал-демократи. Смертоносні зіткнення та наступні дії поліції помітно відрізнялися від Рейхсекуції проти Саксонії в 1923 році. Тоді справді були сумніви щодо лояльності лівого уряду Саксонії до конституції Веймарської Республіки та його готовності вжити заходів поліції , але у випадку вільної держави Пруссія про це не йшлося.
За три дні до цього, 14 липня 1932, президент Веймарської Республіки Пауль фон Гінденбург підписав недатований надзвичайний указ відповідно до статті 48 Веймарської конституції на прохання райхсканцлера Веймарської Республіки фон Папена, який відвідав його вдома в Нойдеку разом із міністром внутрішніх справ Вільгельмом фон Гайлем.  Цим указом президент Гінденбург уповноважив райхсканцлера стати рейхскомісаром  вільної держави Пруссія та дозволив йому усунути з посади тимчасовий уряд вільної держави Пруссія. Не датуючи указу, президент Гінденбург залишив райхсканцлеру Папену вибір часу, коли він має скористатися владою. Папен вибрав 20 липня.
Третій варіант, який полягав би в очікуванні та залишенні на посаді тимчасового уряду меншості у вільної держави Пруссія, та вірі в те, що він візьме ситуацію під контроль через певний час, навіть без парламентської більшості,  райхсканцлер Папен не розглядав цей варіант із самого початку.

## Хід перевороту

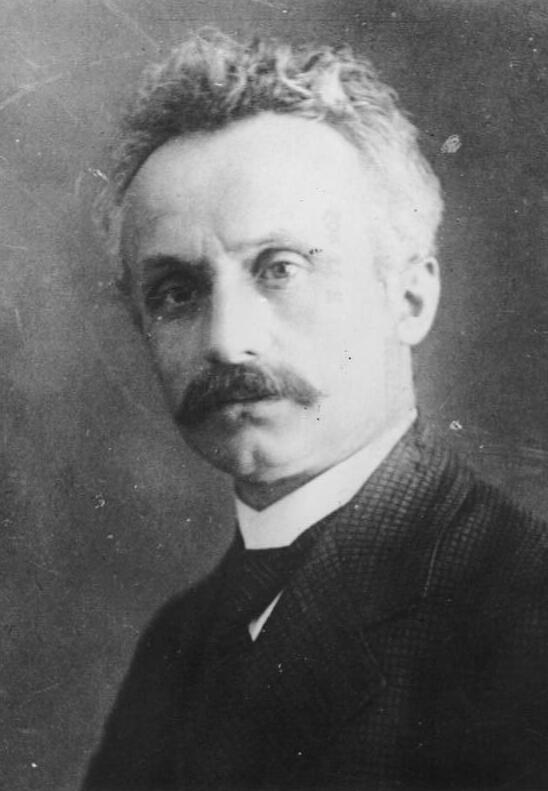
Карл Северінг, 1919 рік

20 липня 1932 року віцепрем'єр-міністр вільної держави Пруссія Генріх Гірціфер, замість чинного, але хворого прем'єр-міністра вільної держави Пруссія Отто Брауна, разом з міністром внутрішніх справ Карлом Северінгом і його колегою з фінансового департаменту Отто Клеппером вирушили до райхсканцлера Папена на його прохання. Райхсканцлер Папен поінформував конституційних міністрів про указ президента Веймарської Республіки Гінденбурга, який дозволяв йому бути призначеним рейхскомісаром і звільняти тимчасовий уряд вільної держави Пруссія. Він сказав, що цей крок був необхідний, оскільки виявилося, що «громадська безпека і порядок у Пруссії більше не можуть бути гарантовані». Надзвичайний стан був оголошений негайно, і рейхсвер отримав повноваження забезпечити виконання цього указу. Представники вільної держави Пруссія заперечували проти перевороту, заявляючи, що вільна держава Пруссія не порушила жодних своїх обов'язків згідно з конституцією Веймарської Республіки та його законами, і зробила стільки ж для безпеки, скільки й інші держави які входили до складу Веймарської Республіки, навіть попри те, що під її юрисдикцією були райони найбільших хвилювань. Тому уряд  вільної держави Пруссія на чолі якого стояв Брауна оскаржив конституційність указу про надзвичайний стан. Северінг негативно відповів на пропозицію райхсканцлера Папена добровільно залишити свої офіційні обов'язки, заявивши, що «піддасться лише силі».
Через рік після цих подій німецький політик Отто Клеппер повідомив у своєму есе в газеті в еміграції «Новий журнал», що він сподівався, що Северінг чинить опір після того, як він зробив свою заяву, особливо тому, що і райхсканцлер Папен, і міністр внутрішніх справ фон Гайль, який також був присутній, здавалися дуже невпевненими. «Я запропонував перервати зустріч з Папеном на годину, щоб обговорити подальші дії прусського уряду, і пішов до дверей. Але Северінг заявив, що йому більше нічого зі мною обговорювати, і залишився сидіти. Лише тоді – після того, як стало зрозуміло, що опору не буде – держсекретар Планк отримав наказ розпочати командування рейхсвером».
У другій половині дня того ж дня Северінг, який командував силою з 90 000 поліцейських вільної держави Пруссія, дозволив вивести себе зі свого офісу та міністерства делегації, яка складалася з начальника поліції, якого щойно призначив райхканцлер Папен, і двох поліцейських. Об 11:30 ранок райхсканцлер Папен запровадив надзвичайний воєнний стан у вільній державі Пруссія під керівництвом рейхсверу – національних сил чисельністю 100 000 осіб, після того як уряд вільної держави Пруссія  відступив, рейхсверу зайняв міністерство внутрішніх справ вільної держави Пруссія, штаб-квартиру берлінської поліції та штаб-квартиру «Schutzpolizei» (захисної поліції).
Начальника всієї берлінської поліції Альберта Гжезінського, та його заступника Бернгарда Вейса та командир захисної поліції, який був політиком  центристом Магнуса Гейманнсберга було взято під варту, але вже наступного дня, їх звільнили після того, як вони письмово зобов’язалися більше не брати участі в офіційній діяльності пов'язаній з їх попередньою посадою. Відразу після відставки уряду вільної держави Пруссія почалася масштабна чистка в лавах чиновників. Багато чиновників, які належали до попередніх коаліційних партій, особливо СДПН, були тимчасово звільнені та замінені консервативними чиновниками, більшість з яких були німецькими націоналістами. Цей крок, окрім впливу на кабінет Отто Брауна, був спрямований особливо проти соціал-демократичних президентів інших провінцій та провідних соціал-демократів у поліцейських організаціях. Згідно з указом від 12 листопада 1932 року звільнені чиновники були або остаточно звільнені або делеговані до губернії. Таким чином було відсторонено 69 міністерських чиновників із республіканськими настроями. Крім членів кабінету Брауна, серед інших були Карл Штайнхофф, віце-президент провінції Східна Пруссія, і Карл Фретер, окружний адміністратор Калау в Бранденбурзі. Але це був лише перший крок.
Дана політична чистка тривала до 1933 року. Завдяки цілеспрямованим втручанням німецької поліції, а також особливо німецької політичної поліції, значна частина державного апарату вільної держави Пруссія була «очищена» ще до початку канцлерства Адольфа Гітлера. Опору колишнього державного апарату майже не було, головним чином через те, що виконавчий комітет СДПН 16 липня вирішив не чинити опору за допомогою наявних у нього ресурсів, щоб уникнути провокації громадянської війни.

## Члени уряду першого комісара

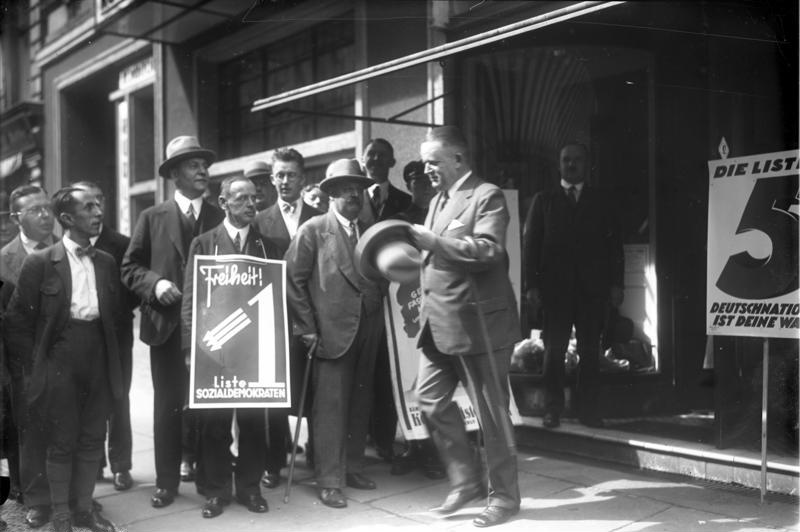
Франц Брахт (крайній праворуч, з капелюхом), Берлін, вибори до Рейхстагу 1932 року

- Міністерство внутрішніх справ і заступник імперського комісара та заступник імперського канцлера Франца фон Папена: Франц Брахт, колишній лорд-мер Ессена
- Комерція: Фрідріх Ернст, рейхскомісар з банківського нагляду в кабінеті Генріха Брюнінга
- Фінанси: Франц Шлейзенер, державний секретар міністерства фінансів Пруссії
- Юстиція: Генріх Гельшер, державний секретар міністерства юстиції Пруссії
- Культура: Алоїс Ламмерс, державний секретар Міністерства науки, мистецтва та освіти Пруссії
- Сільське господарство: Фріц Муссель, директор міністерства сільського господарства Пруссії
- Громадське забезпечення: Адольф Шайдт, міністерський директор у Міністерстві соціального забезпечення Пруссії

## Реакція державного уряду Пруссії
Попри на свої попередні заяви, уряд вільної держави Пруссія відмовився відповісти власним насильством на насильство, яке було офіційно санкціоноване державним указом про надзвичайний стан. Пропозиції розгорнути прусську поліцію та рейхсбаннера – організації, сформованої трьома центристськими та лівими центристськими партіями для захисту парламентської демократії – було відхилено. Навіть можливість ненасильницького опору у формі загального страйку не розглядався, оскільки це здавалося неможливим з огляду на високий рівень безробіття у Ваймарській Республіці під час Великої депресії. Також було мало шансів на реалізацію та успіх у заклику державних службовців до громадянської непокори. У разі відкритого опору уряд вільної держави Пруссія передбачав початок громадянської війни в державі, особливо у випадку збройного зіткнення між рейхсвером і державною поліцією, якого він хотів уникнути будь-якою ціною. Крім того, засоби правового (законного) захисту ще не були вичерпані.
21 липня 1932 року уряд вільної держави Пруссія подав заяву про тимчасову заборону та конституційну скаргу до Державного суду Верховного суду Рейху(Веймарської Республіки). Її представляв директор міністерства Арнольд Брехт. Клопотання про тимчасову заборону було відхилено 25 липня 1932 року, оскільки суд не хотів випереджати своє остаточне рішення.
Відомий ідеолог нацизму Йозеф Геббельс зазначив у своєму щоденнику 21 липня: «Червоні пропустили свою велику годину. Вона ніколи більше не прийде».

## Рішення державного суду від 25 жовтня 1932 року
У своєму рішенні Верховний суд Рейху (Веймарської Республіки) від 25 жовтня у справі «Пруссія проти Рейху» Верховний суд назвав заходи, вжиті рейхскомісаром Веймарської Республіки фон Папеном для підтримки порядку та безпеки під час надзвичайного стану, частково законними, але постановив, що уряд вільної держави Пруссія Брауна мав зберегти свій статус відповідно до законодавства а також відповідно до державного права у його зв'язках з державним парламентом, рейхстагом, рейхсратом та урядом рейху. Його звільнення було визнано необґрунтованим.
Тим часом, однак, тимчасовий уряд рейхскомісара Веймарської Республіки фон Папеном вже змінив вищих адміністративних і поліцейських чиновників у вільній державі Пруссія.
Після рішення Суду Рейху(Веймарської Республіки) уряд вільної держави Пруссія на чолі якої був Браун, був реабілітований з погляду державного права, але він був позбавлений реальної влади у вільній державі Пруссія, і хоча він знову збирався на щотижневі засідання кабінету як так званий «суверенний уряд». Справжня влада, однак, належала представникам виконавчої влади Рейху – «комісарському уряду» під керівництвом Франца Брахта. Уряд Рейху (Веймарської Республіки) проігнорував положення рішення Рейхсуду, і тимчасове функціонування комісарської адміністрації так і не було припинено.
Політолог та історик Карл Дітріх Брахер оцінив рішення суду як компрометуюче  вердикт суду як «гротескну амбівалентність», оскільки його юридична частина підтримувала прусський погляд, «тоді як його основний політичний тон, з його мовчазною згодою на те, що вже сталося, враховував схожа на державний переворот примха уряду, який підтримувався лише владою рейхспрезидента та владою рейхсверу».
Карл Шмітт, який представляв інтереси райхсканцлера Веймарської Республіки фон Папена в судовому процесі разом з Ервіном Якобі та Карлом Білфінгером, пізніше підтвердив законність перевороту в експертному висновку.